# Bystrzanowice
Bystrzanowice – wieś w Polsce położona w województwie śląskim, w powiecie częstochowskim, w gminie Janów.
W latach 1954–1961 wieś należała i była siedzibą władz gromady Bystrzanowice, po jej zniesieniu w gromadzie Janów. W latach 1975–1998 miejscowość administracyjnie należała do województwa częstochowskiego.
W miejscowości znajduje się pomnik przyrody, dąb szypułkowy o nazwie  „Graniczki”. Jest to drzewo o obwodzie pnia 376 centymetrów, wysokości 20 metrów (stan na 29 grudnia 2015 roku) Objęte ochroną pomnikową zostało na podstawie uchwały radnych gminy Janów z dnia 29 grudnia 2015 roku